# Neues Nationalstadion von Laos
Das Neue Nationalstadion von Laos befindet sich in der laotischen Präfektur Vientiane an der Nationalstraße 13 und ist etwa 17 km nordöstlich des Stadtzentrums Vientiane entfernt. Es ersetzte das frühere Nationalstadion, das sich in der Nähe des Präsidentenpalastes in Vientianes Zentrum befindet. Seit 2021 befindet sich der Bahnhof Vientiane Railway Station der China-Laos-Eisenbahn unweit der Sportanlage.
Das Fußballstadion besitzt ein Spielfeld aus Naturrasen und eine Leichtathletikanlage. 25.000 Zuschauer finden auf den Tribünen Sitzplätze. Über die beiden Längstribünen spannen sich Dächer. Die Hintertortribünen liegen unter freiem Himmel. Errichtet wurde es anlässlich der Südostasienspiele 2009. Es war u. a. Ort der Eröffnungs- und Abschlussfeier sowie für Partien der Fußballturniere. Das Nationalstadion ist Teil eines größeren Komplexes, in dem es außerdem ein Sportbad mit 2000 Zuschauerplätzen, zwei Sporthallen mit je 3000 Plätzen, ein Tenniszentrum mit 2000 Sitzplätzen und einen Schießstand mit Platz für bis 50 Zuschauer gibt.